# 茶源街道
茶源街道是中华人民共和国贵州省黔西南布依族苗族自治州普安县下辖的一个街道办事处。

## 行政区划
茶源街道下辖以下村级行政区划单位：
茶场社区、纳茶社区、斗弹达吟社区、纳利社区、联盟村、细寨村。